# Liste des sites classés et inscrits de la Manche
Cet article recense les sites classés et inscrits dans la Manche, en France.

## Listes

### Méthodologie
Les données compilées ci-dessous proviennent du ministère de la Culture. La date correspond à celle de la première protection du site (par arrêté ou décret). Les coordonnées sont celles du barycentre de la surface protégée.

### Sites classés
Le tableau suivant recense les sites classés de la Manche en 2023.
| Site                                                       | Commune(s) | Date              | Superficie (ha) | Notes | Coordonnées                        | Photo |
| ---------------------------------------------------------- | --- | ----------------- | --------------- | --- | ---------------------------------- | ----- |
| Havre de Regnéville                                        | Agon-Coutainville, Heugueville-sur-Sienne, Montmartin-sur-Mer, Orval sur Sienne, Regnéville-sur-Mer, Tourville-sur-Sienne                                                                                    | 1er février 1989  | 1 206           | Embouchure de la Soulles et de la Sienne ; la protection s'étend sur le domaine public maritime.                                                            | 49° 01′ 08″ nord, 1° 33′ 14″ ouest |       |
| Utah Beach                                                 | Audouville-la-Hubert, Saint-Martin-de-Varreville, Sainte-Marie-du-Mont | 2 juin 2010       | 1 071           | | 49° 25′ 37″ nord, 1° 11′ 10″ ouest |       |
| Baie du Mont-Saint-Michel (domaine public maritime)        | Avranches, Céaux, Champeaux, Courtils, Dragey-Ronthon, Genêts, Huisnes-sur-Mer, Jullouville, Marcey-les-Grèves, Le Mont-Saint-Michel, Pontaubault, Pontorson, Saint-Jean-le-Thomas, Vains, Le Val-Saint-Père | 26 mai 1987       | 8 644           | Inscrit au patrimoine mondial depuis 1979. La protection s'étend sur le domaine public maritime ; une protection distincte s'étend en dehors de ce dernier. | 48° 40′ 23″ nord, 1° 28′ 41″ ouest |       |
| Jardin des plantes d'Avranches                             | Avranches | 22 mai 1944       | 2               | | 48° 41′ 02″ nord, 1° 21′ 58″ ouest |       |
| Falaises du cap de Carteret                                | Barneville-Carteret | 2 janvier 1942    | 10              | | 49° 22′ 23″ nord, 1° 48′ 22″ ouest |       |
| Roche Biard                                                | Barneville-Carteret | 2 janvier 1942    | 0,2             | | 49° 22′ 30″ nord, 1° 47′ 53″ ouest |       |
| Vieille église Saint-Germain de Carteret                   | Barneville-Carteret | 2 janvier 1942    | 0,3             | | 49° 22′ 30″ nord, 1° 48′ 29″ ouest |       |
| Abords du château de Saint-Pierre-de-Semilly et étangs     | La Barre-de-Semilly, Saint-Pierre-de-Semilly | 11 juillet 1947   | 17              | Château : Inscrit MH (1944) | 49° 07′ 16″ nord, 1° 00′ 07″ ouest |       |
| Dunes de Baubigny, Hatainville et des Moitiers-d'Allonne   | Baubigny, Les Moitiers-d'Allonne | 26 septembre 1974 | 846             | | 49° 24′ 25″ nord, 1° 48′ 29″ ouest |       |
| Baie du Mont-Saint-Michel                                  | Beauvoir, Céaux, Champeaux, Courtils, Dragey-Ronthon, Genêts, Huisnes-sur-Mer, Jullouville, Le Mont-Saint-Michel, Pontorson, Saint-Jean-le-Thomas, Vains, Le Val-Saint-Père                                  | 25 mai 1987       | 2 412           | Inscrit au patrimoine mondial depuis 1979. Une protection distincte concerne les zones du domaine public maritime.                                          | 48° 38′ 02″ nord, 1° 30′ 50″ ouest |       |
| La Caserne et ses abords immédiats                         | Beauvoir, Le Mont-Saint-Michel, Pontorson | 6 juillet 2012    | 102             | | 48° 36′ 36″ nord, 1° 30′ 18″ ouest |       |
| Ifs du cimetière de Saint-Samson-de-Bonfossé               | Bourgvallées | 20 janvier 1927   | 0               | | 49° 02′ 56″ nord, 1° 07′ 41″ ouest |       |
| Havre de la Vanlée                                         | Bréhal, Bricqueville-sur-Mer, Tourneville-sur-Mer | 26 décembre 1988  | 771             | La protection s'étend sur le domaine public maritime. | 48° 55′ 05″ nord, 1° 33′ 11″ ouest |       |
| Falaises de Carolles                                       | Carolles | 12 mars 1973      | 40              | Une protection distincte concerne la partie du site située sur le domaine public maritime.                                                                  | 48° 44′ 46″ nord, 1° 34′ 01″ ouest |       |
| Falaises de Carolles (domaine public maritime)             | Carolles | 25 janvier 1974   | 174             | Une protection distincte concerne la partie du site qui n'est pas située sur le domaine public maritime.                                                    | 48° 44′ 53″ nord, 1° 34′ 16″ ouest |       |
| Falaises de Champeaux                                      | Champeaux | 5 septembre 1975  | 19              | | 48° 43′ 59″ nord, 1° 32′ 42″ ouest |       |
| Parc du château de Nacqueville                             | Cherbourg-en-Cotentin, La Hague | 10 mars 1969      | 107             | Château : Inscrit MH (1944) | 49° 39′ 47″ nord, 1° 43′ 16″ ouest |       |
| Roches de Ham                                              | Condé-sur-Vire | 22 juillet 1914   | 4               | | 49° 01′ 34″ nord, 1° 02′ 31″ ouest |       |
| Zone littorale de Bas-Courtils                             | Courtils, Huisnes-sur-Mer | 5 septembre 1975  | 18              | | 48° 37′ 37″ nord, 1° 26′ 31″ ouest |       |
| Havre de Lessay                                            | Créances, Saint-Germain-sur-Ay | 17 janvier 1990   | 1 035           | Embouchure de l'Ay ; La protection s'étend sur le domaine public maritime.                                                                                  | 49° 13′ 23″ nord, 1° 36′ 18″ ouest |       |
| Fosse Arthour                                              | Domfront en Poiraie, Saint-Georges-de-Rouelley | 17 juin 1994      | 25              | | 48° 37′ 23″ nord, 0° 45′ 14″ ouest |       |
| Château de l'Angotière et abords                           | Domjean | 12 décembre 1967  | 37              | Château : Classé MH (1969) | 49° 00′ 04″ nord, 1° 03′ 32″ ouest |       |
| Falaises de Donville                                       | Donville-les-Bains | 5 février 1936    | 0,7             | | 48° 50′ 46″ nord, 1° 35′ 20″ ouest |       |
| Parc du château d'Équilly et abords                        | Équilly, Folligny | 19 avril 1947     | 18              | | 48° 50′ 24″ nord, 1° 23′ 46″ ouest |       |
| Pointe de Barfleur                                         | Gatteville-le-Phare, Vicq-sur-Mer | 26 août 2003      | 378.            | | 49° 41′ 17″ nord, 1° 17′ 17″ ouest |       |
| Archipel de Chausey                                        | Granville | 24 mai 1976       | 64              | | 48° 52′ 30″ nord, 1° 49′ 37″ ouest |       |
| Manoir de Dur-Écu et abords                                | La Hague | 19 janvier 1965   | 15              | Manoir : Inscrit MH (1982) | 49° 40′ 34″ nord, 1° 45′ 22″ ouest |       |
| Zone côtière de la Hague                                   | La Hague, Héauville | 17 juin 1992      | 6 246           | La protection s'étend sur le domaine public maritime. | 49° 40′ 16″ nord, 1° 51′ 58″ ouest |       |
| Rochers du sommet de la butte du vieux château de Lithaire | Montsenelle | 19 novembre 1910  | 0,6             | | 49° 17′ 10″ nord, 1° 29′ 49″ ouest |       |
| Abords de la grande cascade de Mortain                     | Mortain-Bocage | 16 juin 1943      | 1               | | 48° 39′ 11″ nord, 0° 56′ 28″ ouest |       |
| Ermitage                                                   | Mortain-Bocage | 19 septembre 1921 | 7               | | 48° 38′ 42″ nord, 0° 56′ 02″ ouest |       |
| Grande cascade de Mortain                                  | Mortain-Bocage, Le Neufbourg | 23 septembre 1922 | 2               | | 48° 39′ 18″ nord, 0° 56′ 35″ ouest |       |
| Rochers de l'abbaye Blanche                                | Mortain-Bocage | 14 décembre 1922  | 3               | | 48° 39′ 22″ nord, 0° 56′ 35″ ouest |       |
| Rochers du Grand Noé                                       | Mortain-Bocage | 24 avril 1930     | 0,4             | | 48° 38′ 35″ nord, 0° 55′ 12″ ouest |       |
| Grosse Roche et Petite Roche                               | Rocheville | 28 octobre 1922   | 7               | Allée couverte de la Petite Roche : Classée MH (1906) | 49° 29′ 38″ nord, 1° 35′ 31″ ouest |       |
| Îles Saint-Marcouf                                         | Saint-Marcouf | 28 décembre 1981  | 221             | La protection s'étend également sur le domaine public maritime.                                                                                             | 49° 29′ 46″ nord, 1° 09′ 00″ ouest |       |
| Dunes d'Annoville                                          | Tourneville-sur-Mer | 18 mars 1966      | 92              | | 48° 57′ 36″ nord, 1° 33′ 29″ ouest |       |

### Sites inscrits
Le tableau suivant recense les sites inscrits de la Manche en 2023.
| Site                                                                        | Commune(s) | Date              | Superficie (ha) | Notes | Coordonnées                        | Photo |
| --------------------------------------------------------------------------- | --- | ----------------- | --------------- | --- | ---------------------------------- | ----- |
| Falaise d'Agneaux                                                           | Agneaux, Saint-Lô | 10 décembre 1974  | 7               | | 49° 06′ 47″ nord, 1° 06′ 47″ ouest |       |
| Baie de Sienne                                                              | Agon-Coutainville, Heugueville-sur-Sienne, Montmartin-sur-Mer, Orval sur Sienne, Regnéville-sur-Mer, Tourville-sur-Sienne | 24 août 1973      | 2 110           | | 49° 01′ 16″ nord, 1° 31′ 52″ ouest |       |
| Jardin de l'Évêché                                                          | Avranches | 22 mai 1944       | 2               | | 48° 41′ 17″ nord, 1° 21′ 50″ ouest |       |
| Vallée de la Sienne                                                         | La Baleine, Gavray-sur-Sienne, Hambye, Saint-Denis-le-Gast                                                                | 29 août 1972      | 1 280           | | 48° 55′ 26″ nord, 1° 18′ 36″ ouest |       |
| Barfleur                                                                    | Barfleur | 14 septembre 1988 | 147             | La protection concerne le centre-ville, le port et la zone côtière.                                                                                               | 49° 40′ 12″ nord, 1° 15′ 40″ ouest |       |
| Château de Saint-Pierre-de-Semilly, abords et une partie du village         | La Barre-de-Semilly, Saint-Pierre-de-Semilly                                                                              | 26 avril 1946     | 34              | Château : Inscrit MH (1944) | 49° 07′ 16″ nord, 1° 00′ 14″ ouest |       |
| Abords du Couesnon                                                          | Beauvoir | 23 décembre 1957  | 7               | | 48° 36′ 04″ nord, 1° 30′ 43″ ouest |       |
| Vallée du Trottebec                                                         | Brix, Cherbourg-en-Cotentin, Digosville, Le Mesnil-au-Val, Tollevast                                                      | 15 avril 1983     | 1 398           | | 49° 36′ 18″ nord, 1° 34′ 23″ ouest |       |
| Domaine public maritime prolongeant la zone côtière inscrite, à Jullouville | Carolles, Jullouville | 25 janvier 1974   | 3               | La protection s'étend sur le domaine public maritime. | 48° 45′ 32″ nord, 1° 34′ 37″ ouest |       |
| Vallée des Peintres                                                         | Carolles, Jullouville | 22 mai 1944       | 13              | | 48° 45′ 36″ nord, 1° 33′ 50″ ouest |       |
| Zone côtière de Jullouville                                                 | Carolles | 22 août 1973      | 11              | | 48° 45′ 11″ nord, 1° 34′ 01″ ouest |       |
| Centre ancien de Coutances                                                  | Coutances | 26 octobre 1981   | 0,1             | | 49° 02′ 13″ nord, 1° 26′ 35″ ouest |       |
| Abords de la fosse Arthour                                                  | Domfront en Poiraie, Lonlay-l'Abbaye, Saint-Georges-de-Rouelley                                                           | 10 octobre 1966   | 127             | La protection s'étend également dans le département voisin de l'Orne.                                                                                             | 48° 37′ 26″ nord, 0° 45′ 14″ ouest |       |
| Abords de l'abbaye de Hambye                                                | Gavray-sur-Sienne, Hambye, Percy-en-Normandie                                                                             | 14 mai 1970       | 242             | Protection étendue le 23 septembre 1987. | 48° 55′ 19″ nord, 1° 16′ 30″ ouest |       |
| Falaises de Granville                                                       | Granville | 5 février 1936    | 1               | | 48° 50′ 38″ nord, 1° 35′ 35″ ouest |       |
| Haute-ville de Granville                                                    | Granville | 20 février 1976   | 25              | | 48° 50′ 10″ nord, 1° 36′ 29″ ouest |       |
| Commune d'Omonville-la-Rogue                                                | La Hague | 29 août 1972      | 344             | La commune d'Omonville-la-Rogue a été absorbée dans la commune de La Hague en 2017 ; la protection correspond à l'ancien territoire communal.                     | 49° 41′ 42″ nord, 1° 50′ 28″ ouest |       |
| La Hague                                                                    | La Hague | 25 mars 1973      | 4 323           | | 49° 40′ 37″ nord, 1° 51′ 22″ ouest |       |
| Vallée du Thar                                                              | La Lucerne-d'Outremer, Saint-Aubin-des-Préaux, Saint-Jean-des-Champs, Saint-Pierre-Langers                                | 21 décembre 1979  | 882             | | 48° 47′ 35″ nord, 1° 27′ 50″ ouest |       |
| Parc du château de Beaurepaire                                              | Martinvast | 26 juillet 1972   | 111             | | 49° 35′ 20″ nord, 1° 39′ 47″ ouest |       |
| Immeubles nus et bâtis, au Mont-Saint-Michel                                | Le Mont-Saint-Michel | 11 mars 1935      | 5               | La protection concerne le rocher du mont Saint-Michel ; la baie fait l'objet de protections distinctes. L'ensemble est inscrit au patrimoine mondial depuis 1979. | 48° 38′ 10″ nord, 1° 30′ 40″ ouest |       |
| Butte de l'église de Montaigu-la-Brisette                                   | Montaigu-la-Brisette, Octeville-l'Avenel, Saint-Germain-de-Tournebut, Teurthéville-Bocage, Videcosville                   | 28 août 1975      | 473             | Église : Inscrit MH (1970) | 49° 33′ 47″ nord, 1° 23′ 46″ ouest |       |
| Crêtes de la forêt de la Lande Pourrie et abords                            | Mortain-Bocage, Saint-Clément-Rancoudray                                                                                  | 4 mai 1944        | 182             | | 48° 38′ 13″ nord, 0° 54′ 36″ ouest |       |
| Environs de la grande cascade de Mortain                                    | Mortain-Bocage, Le Neufbourg                                                                                              | 22 juin 943       | 15              | | 48° 39′ 18″ nord, 0° 56′ 38″ ouest |       |
| Rochers de la Montjoie                                                      | Mortain-Bocage | 29 novembre 1934  | 7               | | 48° 39′ 00″ nord, 0° 56′ 02″ ouest |       |
| Moulin de Moidrey                                                           | Pontorson | 23 décembre 1957  | 3               | Le moulin et ses abords sont inscrits au patrimoine mondial depuis 1979, comme partie de la baie du Mont-Saint-Michel.                                            | 48° 35′ 02″ nord, 1° 30′ 32″ ouest |       |
| Étangs de Torigni-sur-Vire                                                  | Torigny-les-Villes | 22 juillet 1965   | 24              | | 49° 01′ 55″ nord, 0° 58′ 41″ ouest |       |